# Grand Street (métro de New York)
Pour les articles homonymes, voir Grand Street.
Grand Street est une station souterraine des lignes (au sens de tronçons du réseau) principales (trunk lines), l'IND Sixth Avenue (métros orange) issue du réseau de l'ancien Independent Subway System (IND) du métro de New York. Elle est située dans le quartier de Chinatown au sud de Manhattan à New York.

## Histoire
Sur la base de la fréquentation, la station, située sur Grand Street figurait au 47e rang sur 421 en 2012.

## Services aux voyageurs

### Accès et accueil

Installations
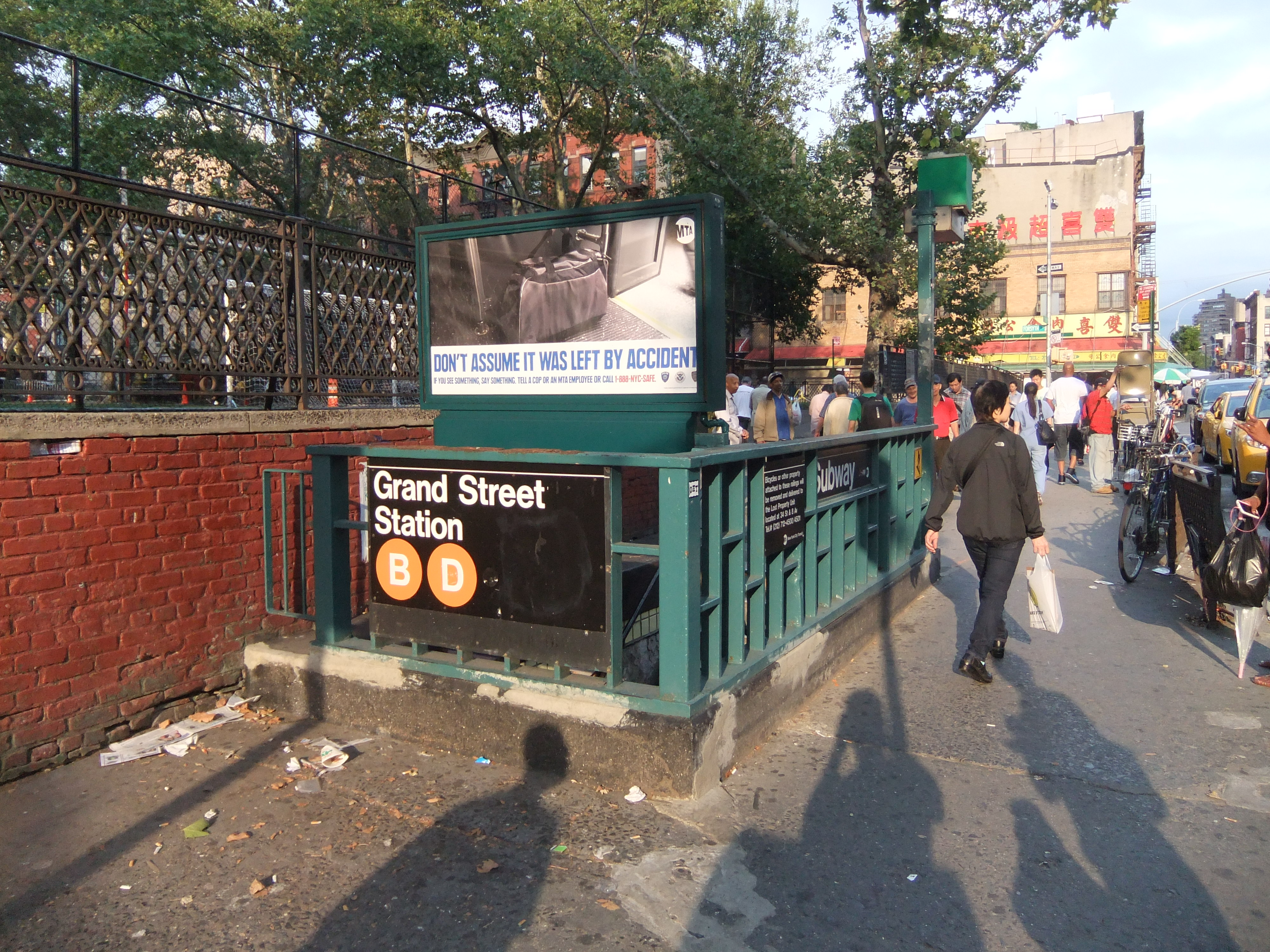
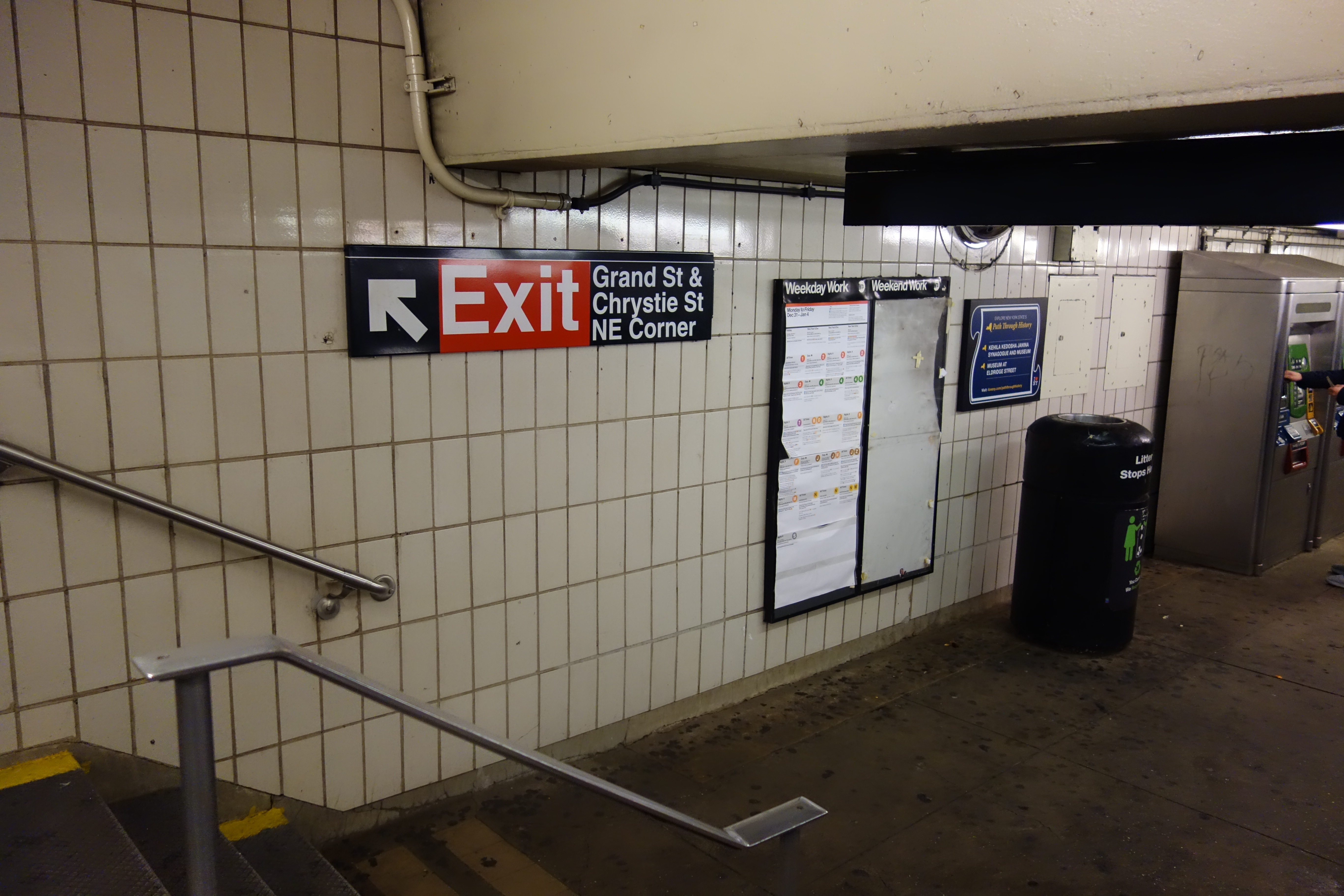
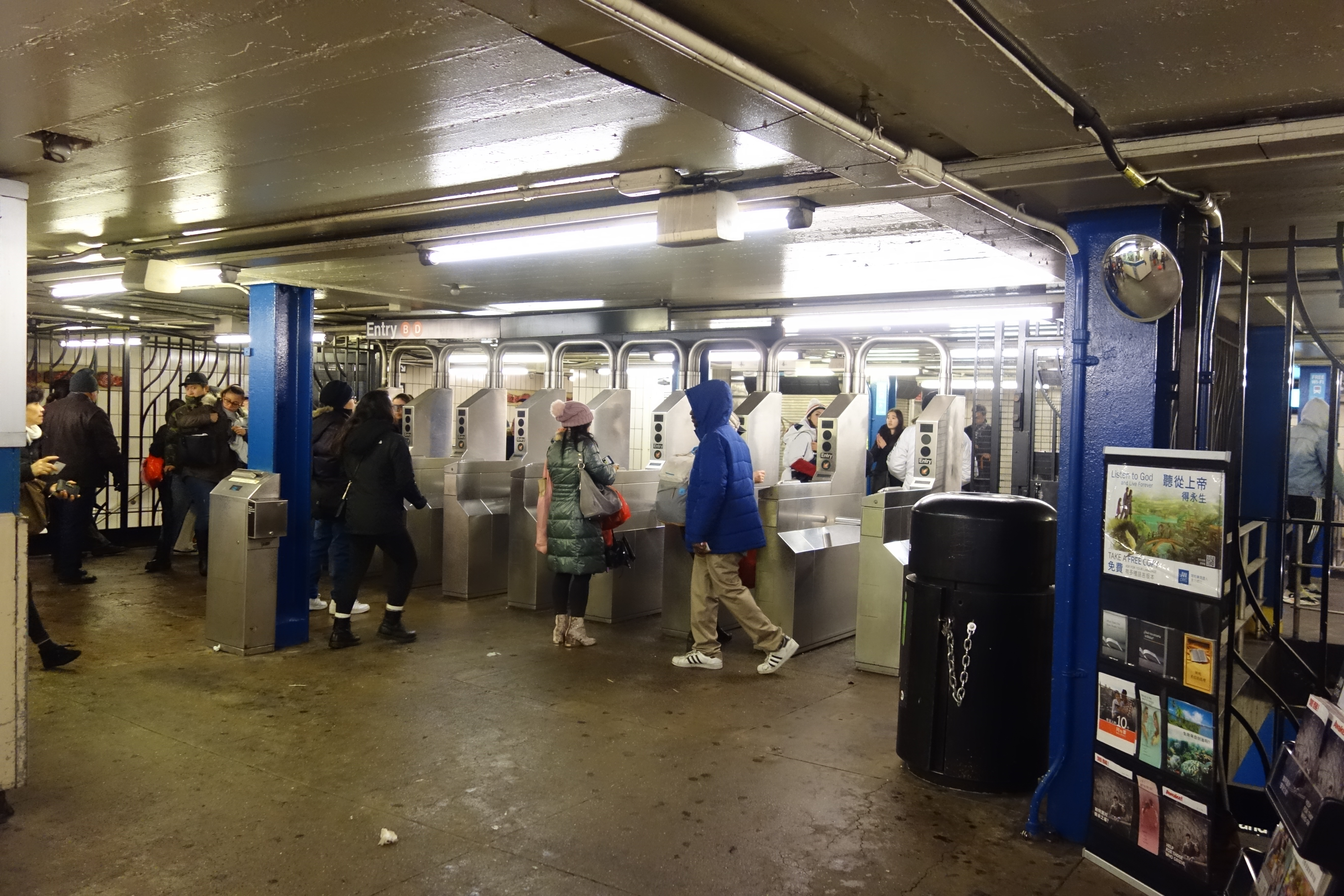

### Desserte
La station est desservie par deux services : les métros D y transitent 24/7 ; les métros B y circulent uniquement en semaine jusqu'à 23h00.

Installations et desserte
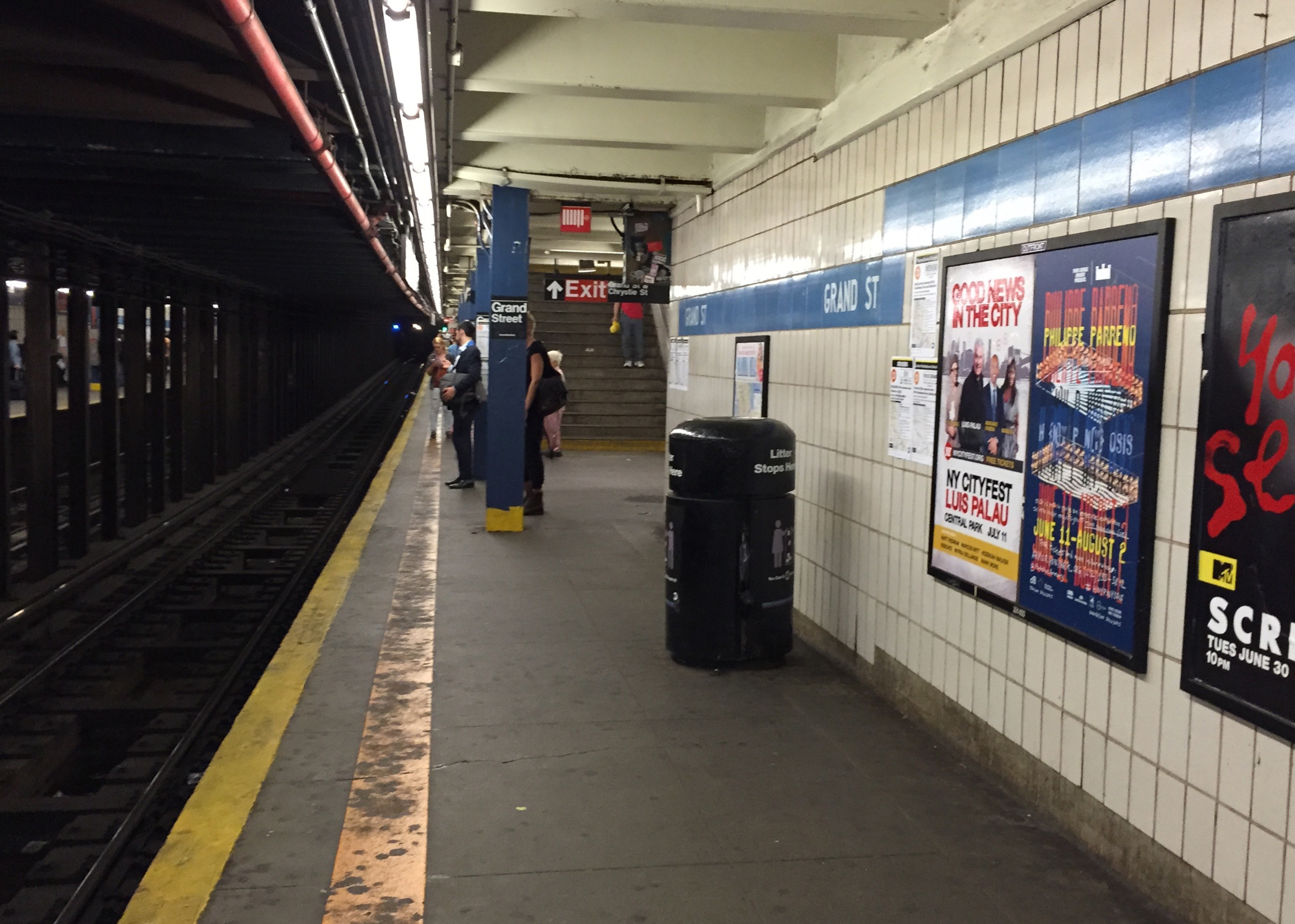
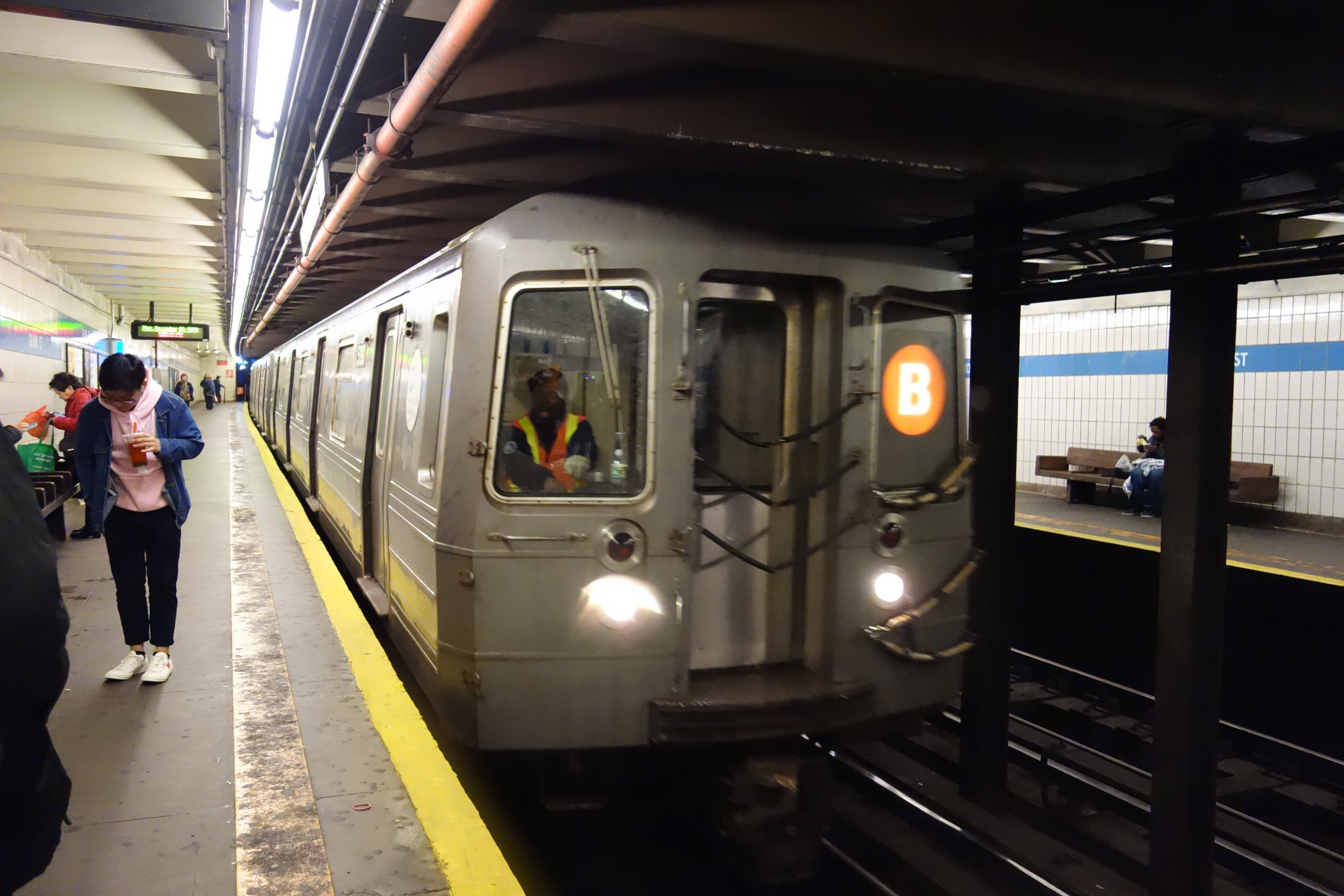
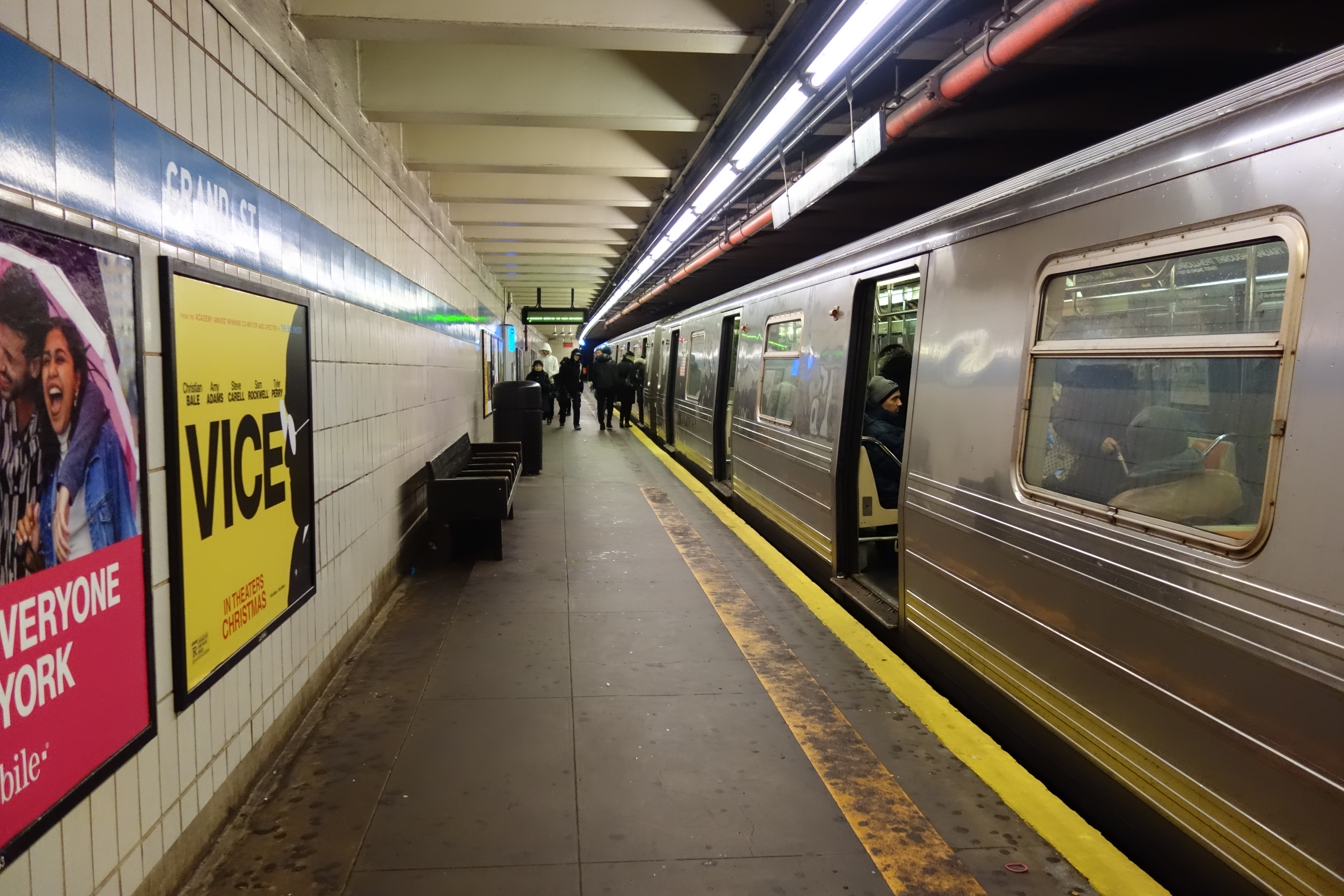